# Логвинова Ніна Романівна
Ні́на Рома́нівна Ло́гвинова (18 грудня 1924, Харків, УРСР — 3 січня 2017, Харків, Україна) — українська театрознавиця, педагог. Кандидат філологічних наук (1973), професор (1992) Харківського національного університету мистецтв. Член НСТДУ (1963). Лауреат Муніципальної премії ім. Григорія Квітки-Основ'яненка в галузі театральної критики (2011). Лауреат премії ім. Олександра Масельського в галузі культури і мистецтва (2014).

## Життєпис
У віці вісьми років почала займатися у театральній студії харківського Палацу піонерів. Заняття були перервани Другою світовою війною – керівник студії Микола Назарчук пішов добровольцем на фронт. Сім'я Логвинових з осені 1941 по осінь 1945 провела в евакуації в Акмолінську (Казахстан).
По поверненню до Харкова, рідина була проти намірів Ніни займатися театром. На вимогу мами вона вступила до Харківського університету ім. Горького на філологічний факультет. Паралельно вступила на курс Івана Мар'яненка при Харківському інституті театрального мистецтва. Зі вступних іспитів запам'яталась воконанням «Зої», вже під час навчання грала Катерину в «Грозі», стару бабу Галчиху у «Без вини винуватих», стару служницю у «Васі Железновій».
Навчаючись у театральному інституті, паралельно грала у театрі. Олександр Крамов взяв її до Харківського театру російської драми, де пропрацювала два роки. 

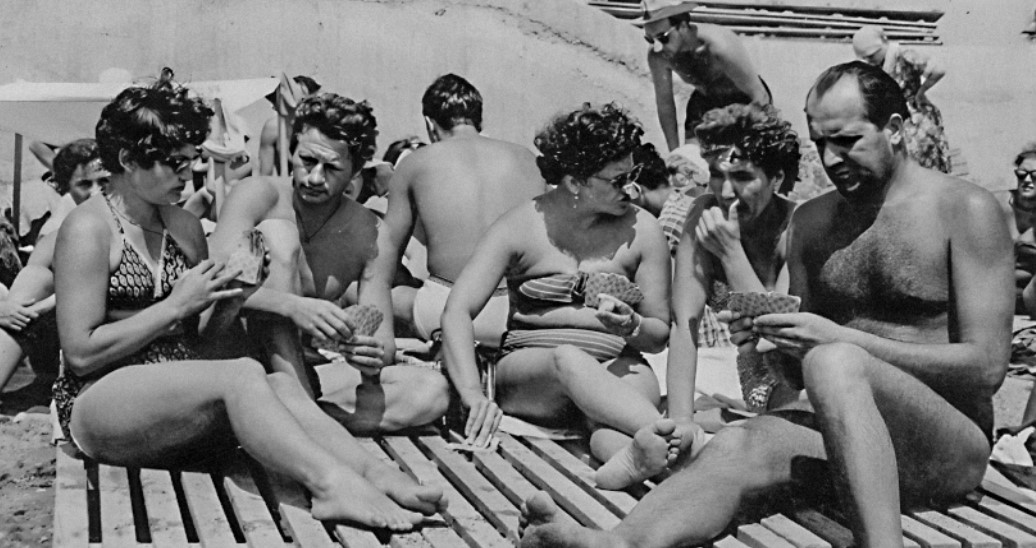
На відпочинку у місті Коктебель. 1961 рік. Тамара Бикова, Леонід Биков, Олександра Крайниченко, Ніна Логвінова, Володимир Крайниченко

Під час виступу у Києві із доповіддю, отримала рекомендацію щодо вступу до аспірантури без іспитів. Будучі аспіранткою Ленінградського державного університету, від 1953 року почала працювати у Харківському театральному інституті викладачкою західноєвропейської літератури та зарубіжного театру.
За шість десятиліть її студентами були тисячі майбутніх акторів, режисерів і театрознавців. Серед них Леонід Тарабаринов, Наталя Фатєєва, Леонід Биков, Анатолій Літко, Олексій Петренко, Володимир Маляр, Ніна Русланова, Микола Шийко, Світлана Коркошко, Адольф Шапіро, Тетяна Ткач, Олександр Гетманський та багато інших. В університеті мистецтв її вважають легендою. На театральному факультеті, Ніна Логвинова викладала західноєвропейську літературу та історію театру понад 60 років.
Померла 3 січня 2017 у Харківі.

## Вшанування пам'яті
До 100-річчя від дня народження Ніни Логвинової було видано біобібліографічний матеріал, який висвітлює основні етапи її життя та науково-педагогічної діяльності

## Основні роботи
Наведено за Мала енциклопедією Харківського національного університету мистецтв ім. Івана Котляревського (у двох томах)
- Роман Анрі Барбюса «Огонь». До історії створення // Питання мистецтвознавства (Наукові та методичні праці ХІІ). Вип. І. Х.: ХДІМ.. 1969. С. 149—165;
- Наукове товариство у мистецькому виші // Український театр. 1987. N 6. С. 29-30;
- Як зникла одна глава з роману Анрі Барбюса «Вогонь» // Республіканський міжвідомчий науковий збірник. Bun. 62. Львів: ЛДУ ім. 1. Франка, 1991 С. 147—149;
- Режисерський шедевр М. М. Крушельницкого «Евгения Гран-де» // Лесь Курбас, Мар'ян Крушельницький. «Березіль»: 36. ст. Х.: ХДІК, 1997;
- І. О. Мар'яненко. Педагог. Людина // 120 років від дня народження І. О. Мар'яненка: матер. наук.-теор. конф. Х., 1998. С. 39-41;
- Естетичні засади режисури А. Литка // Актуальні проблеми музичного і театрального мистецтва Х.: ХДІМ, 1999. С. 62-72;
- Спогади про Валентину Чистякову // Валентина Чистякова — актриса школи Курбаса: матеріали міжнародної науково-теоретичної конференції (до 100-річчя від дня народження). Х.: ХДАК. 2000. С. 62-65;
- Образ влади в історичних трагедіях Шекспіра // Проблеми взаємодії мистец-тва, педагогіки та теорії і практики освіти. 2002. Bun. 8. C. 189—194; C. 60-66;
- «У театрі можливе все, крім стоячої води»: учень і сподвижник Леся Курбаса — режисер Лесь Дубовик // Березіль. 2006. 1 1.С. 174—184:
- У світлі корифеїв: кафедра майстерності актора // Pro Domo Mea Нариси. До 90-річчя з дня заснування Харківського державного університету мистецтв імені І. П. Котляревського. Х. :Харківський державний університет мистецтв імені І. П. Котляревського, 2007. С. 266—272;
- Логвінова Н. Р. «Про неї» / Ботунова Г. Я. Харківська школа театрознавства: шляхи формування // Pro Domo Mea: Нариси / Харків. держ. ун-т мистецтв ім. І. П. Котляревського / ред. Т. Б. Вєркіна, Г. А. Абаджян, Г. Я. Ботунова. Харків, 2007. С. 280—281;
- Елегія життєлюбства і театральності // Проблеми взаємодії мистецтва, педагогіки та теорії і практики освіти / зб. наук. пр. Харків: ХДУМ ім. І. П. Котляревського, 2009. Вип. 25. С. 275—283;
- Логвинова Н. Режисер широкого мислення Анатолій Літко // Кіно-Театр. 2009. № 5
- Педагог із 60-річним стажем пам'ятає всіх своїх знаменитих учнів // Первая столица. 31.08.2011[8].;
- Формування теоретичних поглядів Курбаса та зв'язок із західноєвропейською культурою // Лесь Курбас в контексті світової та вітчизняної культури: матеріали міжнародної наукової конференції: до 125-річчя від дня народження Леся Курбаса. Харків, 2012. С. 52–55.
- Логвінова Н. Р. [Про неї] // Зоряний час: нариси до 95-річчя ХНУМ імені І. П. Котляревського / ред.-упоряд. Г. І. Ганзбург. Харків: «С. А. М.», 2012. С. 248, 257—258.